# Конради, Остин
Остин Беррел Конради (англ. Austin Burrell Conradi; 14 марта 1890, Балтимор — 5 марта 1965, Арлингтон) — американский пианист и музыкальный педагог.
Сын Фредерика Адольфа Конради (1846—1915), сперва лютеранского пастора, выпускника Геттисбергской семинарии, в дальнейшем получившего также диплом врача в Балтиморском университете и в 1900 г. оставившего обязанности священнослужителя ради медицинской практики.
Окончил Консерваторию Пибоди, ученик Эрнеста Хатчесона (фортепиано) и О. Б. Бойза (композиция). В годы Первой мировой войны на армейской службе во Франции. В конце войны преподавал на музыкальных курсах американской армии (преобразованных в дальнейшем в Американскую консерваторию в Фонтенбло). Концертировал в различных регионах США на протяжении многих лет. В 1921—1922 гг. в Нью-Йорке записал несколько пьес Александра Скрябина.
На протяжении многих лет преподавал в Консерватории Пибоди, в отдельные годы также в других учебных заведениях, в том числе в Консерватории Гамбурга в Торонто (1917—1918), Кёртисовском институте (1925—1926), Филадельфийской консерватории (1936—1937). По словам его ученика Джорджа Маноса, «у него были стальные пальцы, и он мог извлечь из фортепиано практически любую эмоцию, от восторженной романтики до холодной решительности».
Автор небольших фортепианных пьес.
Брат, Лютер Конради (англ. Luther Conradi; 1874—1971) — пианист, работал преимущественно в Филадельфии.